# ماریان اسکینر
ماریان اسکینر (انگلیسی: Marian Skinner؛ ‏ ۸ ژانویهٔ ۱۸۸۰ – ۷ ژوئن ۱۹۶۳) بازیگر اهل ایالات متحده آمریکا بود.
از فیلم‌هایی که وی در آن‌ها نقش داشته‌است، می‌توان به شرلوک هولمز، بیلیون‌ها، میلیون‌ها دلار بروستر و بیگانه اشاره نمود.